# Siège de Gouda (1428)
guerre des Hameçons et des Cabillauds
Le siège de Gouda s'est tenu en mai 1428 pendant les querelles des Hameçons et des Cabillauds.

## Contexte
En 1425, Philippe le Bon emprisonna Jacqueline de Hainaut dans le Château des comtes de Flandre à Gand en Flandre. Aussi déterminée et combattante qu'elle fut, elle réussit à s'évader de sa prison en deux à trois mois avec l'aide des alliés du parti des Hameçons. Son but fut alors de prendre possession du triangle formé par les forteresses de Schoonhoven-Oudewater-Gouda et d'y établir sa base stratégique pour mettre le comté de Hollande sous son autorité.
Le 17 septembre 1425, la comtesse Jacoba fut accueillie à Gouda, où elle élit domicile dans le château de Ter Goude (nl), qui deviendra sa résidence entre 1425 et 1428. De son château, elle poursuit son combat contre les Cabillauds pour récupérer la Hollande et la Zélande. Lorsqu'elle apprit que l'ennemi avait rassemblé une armée à Leyde pour attaquer d'abord la ville d'Alphen-sur-le-Rhin puis celle de Gouda, elle prit une décision résolue. Jacqueline a rassemblé toutes les troupes de Schoonhoven, Oudewater et Gouda et a traversé le Gouwe pour se battre à Alphen-sur-le-Rhin. Ce fut une victoire pour le camp de la comtesse et en guise de trophées, les bannières des villes vaincues d'Haarlem, Leyde et d'Amsterdam ont été ramenées à Gouda. À cette époque, cette dernière était la capitale du mouvement des Hameçons.

## Le siège
Mais Philippe le Bon n'en reste pas là. En mai de l'année 1428, il commença le siège de la ville en recrutant une énorme armée bourguignonne puis marcha jusqu'à la cour de son ennemie. Sur trois côtés, Gouda était entourée de camps de tentes ennemies, tandis que du côté de la rivière près du château, la flotte corsaire de Guillaume de Brederode (nl) était son seul point fort certain. Jacqueline envoya des messagers à Jean de Montfoort et à l'évêque Rodolphe de Diepholt, avec qui elle avait fait alliance en mars 1427, pour s'assurer de soutiens. Cependant l'armée bourguignonne était trop nombreuse pour être vaincue, ce qui força Jacqueline, après avoir résisté pendant plus d'un mois, à capituler.
Tout juste abandonnée par son mari Humphrey de Lancastre, Jacqueline signe finalement la paix avec Philippe le 3 juillet 1428. Avec le traité de Delft, elle conserva son titre de comtesse de Hollande, de Zélande et de Hainaut mais reconnut Philippe comme héritier et régent.